# Airaines
 Airaines  es una comuna y población de Francia, en la región de Picardía, departamento de Somme, en el distrito de Amiens y cantón de Molliens-Dreuil. Está integrada en la Communauté de communes du Sud-Ouest Amiénois .

## Demografía

| 2061 | 1913 | 1673 | 1968 | 2239 | 2303 | 2385 | 2175 | 2099 |
| Para los censos de 1962 a 1999 la población legal corresponde a la población sin duplicidades (Fuente: INSEE [Consultar]) |      |      |      |      |      |      |      |      |

Es la mayor población del cantón.

## Escudo
Escudo de gules con águila de plata rodeada por ocho flores de lys de oro.